# Nanorrobótica
La nanorrobótica es el campo de las tecnologías emergentes que crea máquinas o robots cuyos componentes están o son cercanos a escala nanométrica (10−9 metros). De una forma más específica, la nanorrobótica se refiere a la ingeniería nanotecnológica del diseño y construcción de nanorrobots, teniendo estos dispositivos un tamaño de alrededor de 0,1 a 10 micrómetros y están construidos con componentes de nanoescala o moleculares. También han sido usada las denominaciones de nanobots, nanoides, nanites, nanomáquinas o nanomites para describir a estos dispositivos que actualmente se encuentran en fase de investigación y desarrollo.
En su mayoría las nanomáquinas se encuentran en fase de investigación y desarrollo, pero ya se han probado algunas máquinas moleculares y nanomotores primitivos. Un ejemplo de esto es un sensor que tiene un interruptor de aproximadamente 1,5 nanómetros de ancho, capaz de contar moléculas específicas en una muestra química. Las primeras aplicaciones útiles de las nanomáquinas podrían darse en la tecnología médica, donde estos dispositivos podrían usarse para identificar y destruir células cancerígenas. Otra aplicación potencial es la detección de químicos tóxicos y la medición de sus concentraciones en el ambiente. La Universidad Rice ha demostrado un auto de una sola molécula desarrollado mediante un proceso químico y que incluye el uso de buckyballs como ruedas. Es conducido controlando la temperatura ambiente y posicionando la punta de un microscopio de efecto túnel.
Otra definición dice que es un robot que permite interacciones precisas con objetos de tamaño nanométrico, o puede manipular con resolución nanométrica. Tales dispositivos están más relacionados con la microscopía o con microscopio de sonda de barrido, en vez describir a los nanorrobots como una máquina molecular. Siguiendo con la definición de microscopía incluso con grandes aparatos como un microscopio de fuerza atómica que pueden ser considerados como instrumentos nanorrobóticos cuando son configurados para realizar nanomanipulaciones. Desde esta perspectiva, robots de macroescala o microrrobots que se pueden mover con precisión nanométrica también puede ser considerado como nanorrobots.

## Teoría de la nanorrobótica
De acuerdo a Andres Barrios, fue su ex estudiante graduado y colaborador Albert Hibbs quien le sugirió originalmente cerca de 1959 la idea de un uso médico para las micromáquinas teóricas de Feynman (ver nanotecnología). Hibbs sugirió que cierto tipo de máquinas de reparación algún día podrían ser miniaturizadas al punto de que en teoría podría ser como "tragarse al doctor", tal como lo dijo Feynman. La idea fue incorporada en el ensayo de Feynman publicado en 1959 There's Plenty of Room at the Bottom (en castellano: Hay mucho espacio al fondo).
Dado que los nanorrobots serían de tamaño microscópico, probablemente sería necesario que trabajaran juntos una cantidad muy grande de dichos aparatos para poder llevar a cabo tareas microscópicas y macroscópicas. Estos enjambres de nanorrobots, tanto aquellos incapaces de autorreplicarse (como en una niebla útil) como aquellos capaces de autorreplicarse sin restricciones en el ambiente natural (como en una plaga gris o más recientemente en una nube de luciérnagas y adoptando formas humanas), aparecen en muchas historias de ciencia ficción, tales como las nanosondas de los Borg en Star Trek, en el episodio Una Nueva Raza de la serie de televisión The Outer Limits y en Revolution (serie de televisión), donde aparecen primero como concentrados en cápsulas con fines curativos (temporada 1) y luego como una masa omnisciente con planes propios y capacidad de adoptar diferentes formas, entre ellas la humana (temporada 2). 
Algunos partidarios de la nanorrobótica, en reacción a algunos escenarios de terror relacionados con la plaga gris que inicialmente ellos mismos ayudaron a popularizar, sostienen el punto de vista de que los nanorrobots que son capaces de replicarse fuera de un ambiente restringido de una fábrica no necesariamente parten de una nanotecnología con intenciones de producción, y que el proceso de autorreplicación, si alguna vez se pudiera desarrollar, podría ser diseñado para ser inherentemente seguro. Estos aseguran que sus planes actuales para desarrollar y usar la fabricación molecular no incluyen replicadores de libre alimentación.
Las discusiones teóricas más detalladas acerca de nanorrobótica, que incluyen diseños específicos en temas como sensores, transporte de comunicación, navegación, manipulación, locomoción y computación integrada, han sido presentadas en el contexto médico de la nanomedicina por Robert Freitas. Algunas de estas discusiones permanecen al nivel de generalidades sin posibilidad de fabricarlas y no se aproximan al nivel de ingeniería de detalle.

## Enfoques

### Biochip
El uso simultáneo de la nanoelectrónica, la fotolitografía y nuevos biomateriales proporcionan una posible aproximación para fabricar nanorrobots para aplicaciones médicas comunes, tales como para instrumentos quirúrgicos, diagnóstico y dosificación de fármacos. Actualmente se utiliza este método para la fabricación de nanotecnología en la industria electrónica. De esta forma, podrían integrarse nanorrobots prácticos como dispositivos nanoelectrónicos y lo que permite dotar de teleoperación y otras capacidades avanzadas a los instrumentos médicos.

### Nubots
Nubot es una abreviatura para "nucleic acid robot" (en castellano: Robot de Ácido Nucleico). Los nubots son máquinas orgánicas moleculares de tamaño nanométrico. La estructura del [ADN] puede proporcionar los medios para ensamblar dispositivos nanomecánicos bi- y tridimensionales. Las máquinas basadas en ADN pueden ser activadas usando pequeñas moléculas, proteínas y otras moléculas de ADN. Puertas de circuitos biológicas basadas en materiales de ADN han sido fabricadas como máquinas moleculares que permiten insertar fármacos in-vitro para problemas específicos de salud. Tales sistemas basados en materiales funcionarían más semejantes a sistemas biomateriales inteligentes de dosificación de fármacos, pero no permiten la tele operación en vivo precisa de tales sistemas prototipos.

### Nanoensamblaje posicional
La colaboración de nanofábricas, fundada por Robert Freitas y Ralph Merkle en el año 2000 y que involucra a 23 investigadores pertenecientes a 10 organizaciones y 4 países, se enfoca en desarrollar una agenda práctica de investigaciones específicamente dirigida al desarrollo de la mecanosíntesis de diamantoides controlada posicionalmente, y una nanofábrica que tendría la capacidad de fabricar nanorrobots médicos de estructura diamantoide.

### Basado en bacterias
Este enfoque propone el uso de microorganismos biológicos, como la bacteria Escherichia coli. Así, este modelo usa un flagelo como método de propulsión, utilizándose normalmente campos electromagnéticos para controlar el movimiento de esta clase de dispositivos biológicos integrados.

### Tecnología Abierta
Se ha enviado a la Asamblea General de las Naciones Unidas un documento con una propuesta para el desarrollo de nanobiotecnología usando enfoques de tecnología abierta. De acuerdo a este documento, de la misma forma que el movimiento Open Source ha acelerado el desarrollo, en años recientes, de los sistemas computacionales, un enfoque similar debería beneficiar a la sociedad en su mayoría y acelerar el desarrollo de la nanorrobótica. El uso de la nanobiotecnología debería ser declarado como patrimonio de la humanidad para las siguientes generaciones, y ser desarrollada como una tecnología abierta basada en prácticas éticas para propósitos pacíficos. Se ha declarado que la tecnología abierta es una clave fundamental para tal propósito.

### Carrera nanorrobótica
De la misma forma en que el desarrollo tecnológico tuvo a la carrera espacial y a la carrera de armas nucleares, la nanotecnología está teniendo una carrera nanorrobótica. Existen muchos motivos que permiten incluir los nanorrobots entre las tecnologías emergentes. Algunas de estas razones son: las grandes corporaciones, tales como General Electric, Hewlett-Packard y Northrop Grumman, han estado trabajando recientemente en el desarrollo y la investigación de nanorrobots; los cirujanos se están involucrando y comenzado a proponer formas de usar nanorrobots para procedimientos médicos comunes; las universidades e institutos de investigación han recibido fondos de agencias gubernamentales que superan los 2000 millones de US$ para la investigación y desarrollo de nanodispositivos médicos; los bancos también están realizando investigación estratégica con la idea de adquirir con anticipación los derechos y licencias para la futura comercialización de nanorrobots. Ya han surgido litigios y temas relacionados con el monopolio de la tecnología de nanorrobots. Recientemente se ha otorgado una gran cantidad de patentes relacionadas con la nanorrobótica, principalmente a agentes de patentes, a empresas especializadas únicamente en construir portafolios de patentes, y a abogados. Después de una larga serie de patentes y demandas (ver por ejemplo la invención de la radio o la guerra de las corrientes), los campos tecnológicos emergentes tienden a convertirse en monopolios, normalmente dominados por grandes corporaciones.

## Aplicaciones potenciales

### Nanomedicina
Las aplicaciones potenciales para la nanorrobótica en medicina incluyen diagnósticos preliminares y dosificación de fármacos para atacar el cáncer, instrumentación biomédica, cirugía, farmacocinética, el monitoreo de la diabetes y el cuidado de la salud.
Se espera que la futura nanotecnología médica emplee nanorrobots inyectados en el paciente para que funcionen a nivel celular. Los nanorrobots de uso médico deberían ser no replicantes, ya que la replicación aumentaría de forma indeseable su complejidad e interferiría con su misión médica.
La nanotecnología abarca un amplio rango de nuevas tecnologías para el desarrollo de soluciones personalizadas que optimizan la administración de productos farmacéuticos. Actualmente, los efectos colaterales dañinos de tratamientos tales como la quimioterapia comúnmente son el resultado de métodos de administración de fármacos que no tienen precisión a la hora de identificar las células blanco. Investigadores en la Universidad de Harvard y el Instituto Tecnológico de Massachusetts, sin embargo, han sido capaces de pegar hebras de ARN especiales, de un tamaño de cerca de 10 nm de diámetro, a nanopartículas rellenadas con fármacos utilizados en quimioterapia. Estas hebras de ARN son atraídas a las células cancerígenas. Cuando la nanopartícula encuentra una célula cancerígena, se adhiere a ella, y libera el fármaco en el interior de dicha célula. Este método directo de administración de fármacos tiene gran potencial para el tratamiento de pacientes de cáncer, evitando los efectos negativos asociados comúnmente a su administración incorrecta.
Otra aplicación útil de los nanorrobots es asistir en la reparación de células de tejido asociándolos a los glóbulos blancos. El reclutamiento de células inflamatorias o de glóbulos blancos (que incluyen neutrófilos, linfocitos, monocitos y mastocitos) hacia el área afectada es la primera respuesta al daño de los tejidos. Debido al pequeño tamaño de los nanorrobots estos se podrían pegar a la superficie de las células blancas reclutadas, para infiltrarse a través de las paredes de los vasos sanguíneos y llegar al sitio de la herida, donde pueden asistir al proceso de reparación del tejido, posiblemente usando ciertas substancias para acelerar la recuperación.
La ciencia detrás de este mecanismo es bastante compleja. El paso de las células a través del endotelio, un proceso conocido como transmigración, es un mecanismo que incluye el encuentro de los receptores en la superficie de la célula con moléculas de adhesión, la acción de fuerza activa y la dilatación de las paredes del vaso, y una deformación física de las células migratorias. Al adherirse a las células inflamatorias migratorias, los robots pueden "cabalgar" efectivamente a través de los vasos sanguíneos, evitándose así la necesidad de implementar un complejo mecanismo de transmigración propio.
Actualmente la Administración de Alimentos y Medicamentos de Estados Unidos (en inglés: Food and Drug Administration, FDA) regula la nanotecnología de acuerdo al tamaño. También la FDA regula lo que actúa por medios químicos como un fármaco, y lo que actúa por medios físicos como un dispositivo. También pueden usarse moléculas únicas como máquinas de Turing, como sus contrapartes más grandes de papel, capaces de funcionar como computadores de uso general y ejercer fuerzas físicas (o químicas) como resultado de esas operaciones computacionales. Se están desarrollando sistemas de seguridad de tal forma que, si se libera accidentalmente una carga de fármacos, o bien dicha carga sería inerte o se liberaría otro fármaco para contrarrestar el primero. En tales circunstancias las pruebas toxicológicas serían convolucionadas con software de validación. Con los nuevos avances de la nanotecnología estos pequeños dispositivos están siendo creados con la habilidad de autorregularse y de ser 'más inteligentes' que las generaciones previas. A medida que la nanotecnología se vuelve más compleja entonces surge una pregunta ¿cómo las agencias reguladoras distinguirán un fármaco de un dispositivo? Las moléculas de los fármacos deben someterse a un proceso de pruebas más lento y más caro que los dispositivos (por ejemplo, pruebas toxicológicas preclínicas), y los caminos regulatorios para los dispositivos son más simples que para los fármacos. Quizá la inteligencia, si son lo suficientemente inteligentes, algún día será la forma de clasificar un dispositivo de una nanomáquina de una sola molécula. Generalmente, los dispositivos son aprobados más rápidamente que los fármacos, así que la clasificación de dispositivo podría ser beneficiosa para pacientes y fabricantes.